# Zum warmen Loch

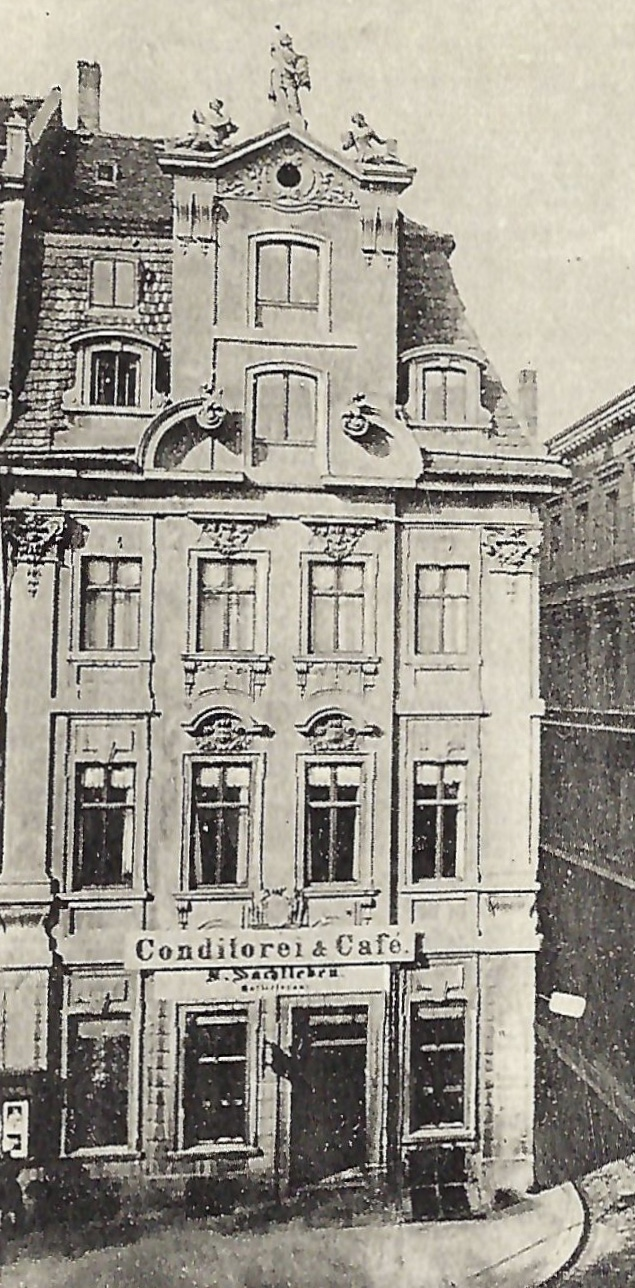
Haus Zum warmen Loch, 1887 oder früher; rechts ist das warme Loch zu erkennen

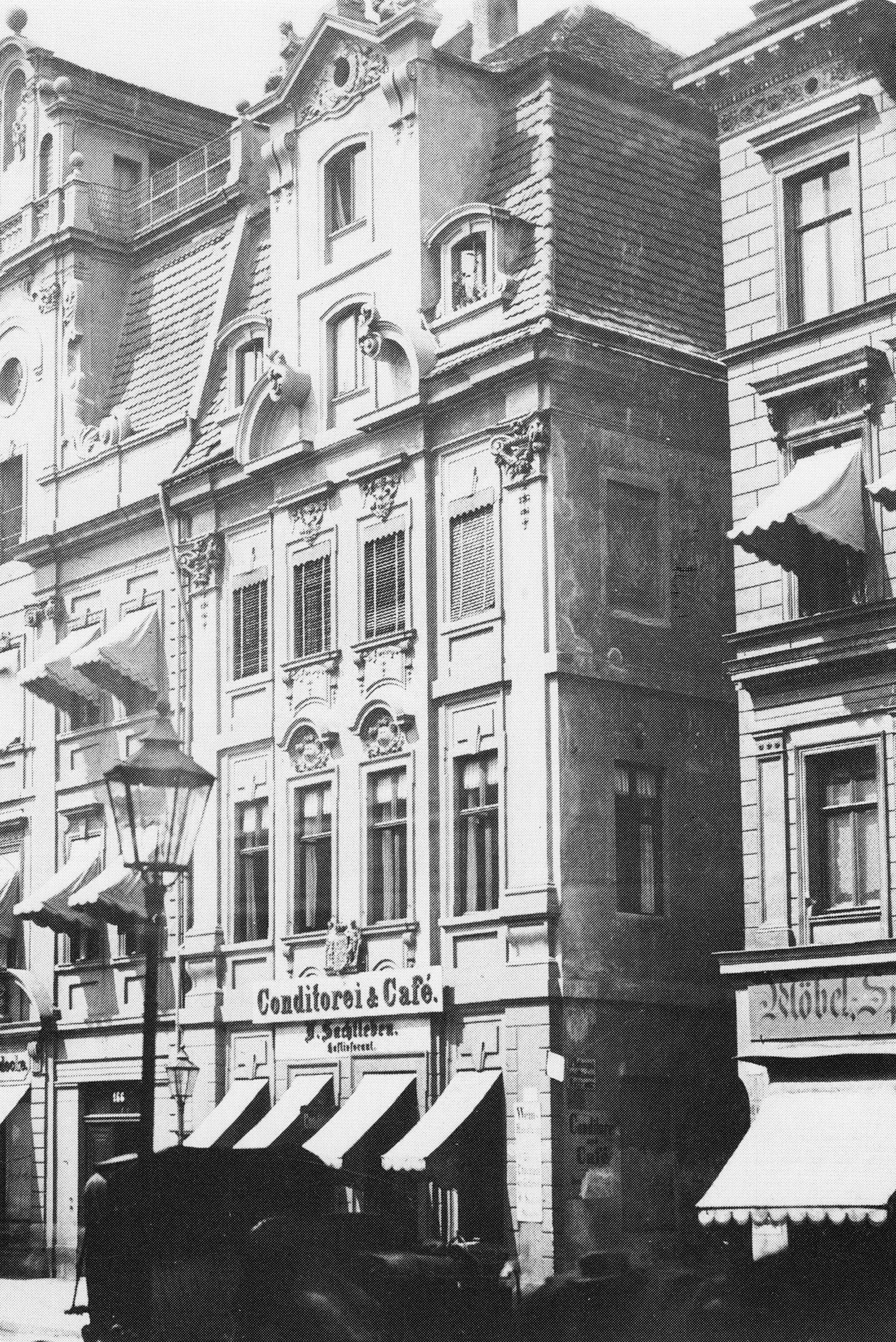
Blick von Nordosten

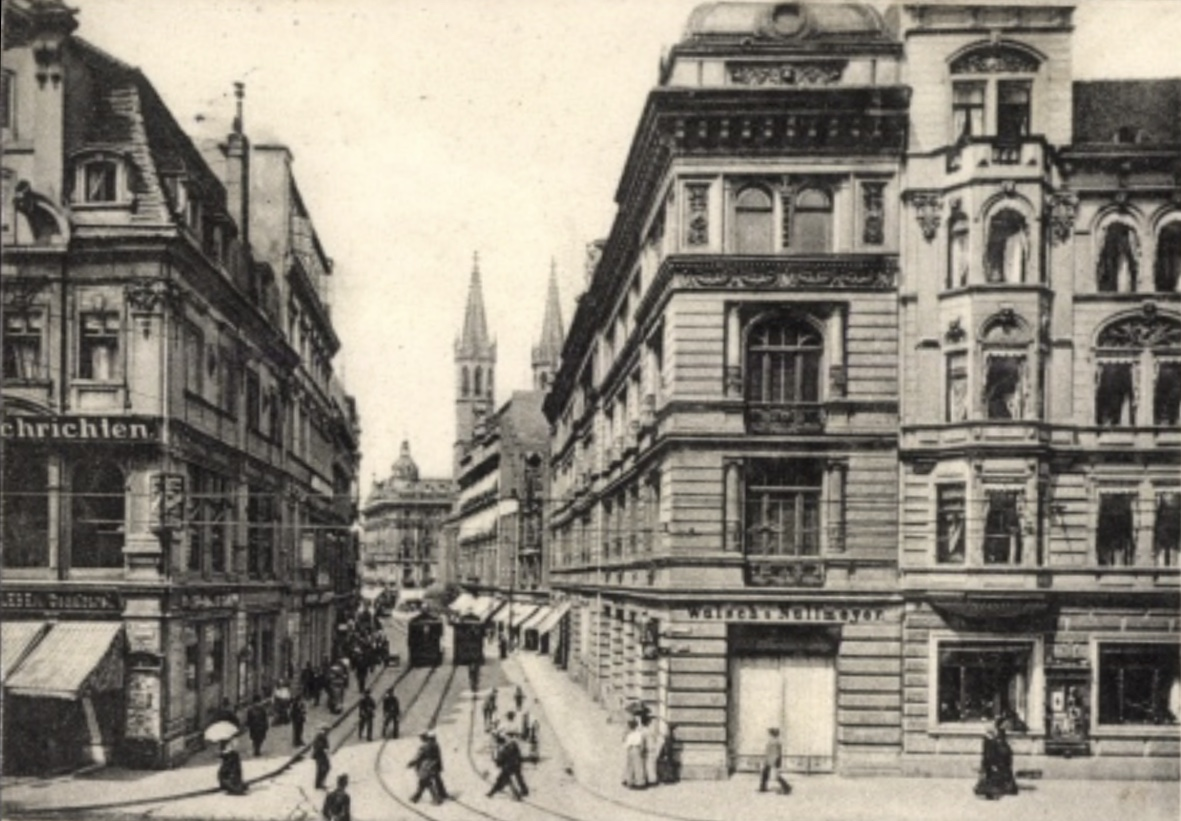
Blick in die Alte Ulrichstraße, 1903 oder früher; Links ist das Haus Zum warmen Loch mit der nach 1887 neu gestalteten Nordfassade zu sehen.

Das Haus Zum warmen Loch war ein historisches Gebäude in Magdeburg im heutigen Sachsen-Anhalt. Es wurde im Zweiten Weltkrieg zerstört und gilt als verlorengegangenes Baudenkmal.

## Lage
Das Gebäude befand sich in der Magdeburger Altstadt auf der Westseite des Breiten Wegs, an der Adresse Breiter Weg 165. Südlich befand sich das Haus Breiter Weg 166, unmittelbar nördlich mündete die Alte Ulrichstraße von Westen auf den Breiten Weg. Heute befindet sich an der Stelle etwa der südöstliche Teil des Ulrichshauses.

## Name
Der ungewöhnliche Name des Hauses hatte sich im Volksmund gebildet. Ursächlich war die im Gebäude ansässige Bäckerei Sachtleben. Aus dem Kellergeschoss entwich über eine Öffnung warme, angenehm duftende Luft auf den Fußweg am Breiten Weg. Das in zentraler Lage in der Stadt so bestehende warme Loch war ein beliebter Treffpunkt. Als spöttischer Name im Volksmund ist Zum warmen Loch an der Gonokokkenecke überliefert.

## Geschichte und Architektur
Das Anwesen diente seit langer Zeit als Bäckerei und später Konditorei. 1631 war der Bäckerinnungsmeister Valtentin Stegmann (auch Stegemann) Eigentümer. Stegmann wird auf dem am Ratswaageplatz erhaltenen Stiftungsstein der Brauer- und Bäckerinnung genannt. Im Jahr 1648 erfolgte eine Erwähnung als Backhaus, 1651 nur noch als Backstätte. Bereits vor dem Jahr 1651 wurde ein benachbartes Grundstück hinzugenommen. 1663 errichtete Stegmann wieder ein Haus auf dem Grundstück, was möglicherweise seit der Zerstörung Magdeburgs 1631 nur provisorisch genutzt worden war. In den Jahren 1679 und 1698 gehörte das Haus dem Bäcker Andreas Stegmann.
In der Zeit nach 1683 bis 1699 gehörte auch das westlich angrenzende Grundstück Alte Ulrichstraße 20 zum Grundstück. Zuvor befand sich dieses hintere Areal zumindest schon 1631 im Eigentum des Stellmachers Engel Brandes. 1699 verkaufte Andreas Stegmann diesen Teil jedoch für 110 Taler an Christoph Block.
Das vordere Grundstück am Breiten Weg wurde 1703 von den Erben Stegmanns für 2350 Taler an den Bäcker Peter Richter veräußert. Richter verstarb 1717. Seine Witwe übernahm für einen Betrag von 2500 Talern das Haus bis zum Jahr 1724.
Der bis 1945 bestehende dreigeschossige Bau entstand in der Zeit zwischen 1750 und 1755. Andere Angaben nennen das Jahr 1730. Die Fassade war vierachsig angelegt, am Erdgeschoss befanden sich Putzrustika mit Ecklisenen. Der Eingang befand sich in der zweiten Achse von rechts. Unterhalb der rechten Achse befand sich eine Öffnung zum Keller, das warme Loch. Die oberen Etagen wurden von kolossalen Eckpilastern eingefasst, die beiden mittleren Achsen waren zusammengefasst und traten etwas hervor. Die Fensteröffnungen waren in diesem Bereich verziert. Das Hauptgesims war durchbrochen. Bekrönt wurden die beiden Achsen von einem einachsigen, zweigeschossigen Zwerchhaus. Beiderseits am Fuß des Zwerchhauses befanden sich markante Viertelkreisstücke, die in der Art von Voluten ausliefen. welches beidseitig von Lisenen gerahmt wurde. Die Lisenen liefen in Konsolen aus, die die Verdachung trugen. Die dreieckige Verdachung war von drei Figuren, einer stehenden und zwei liegenden bekrönt. Bedeckt war der Bau mit einem Mansarddach.

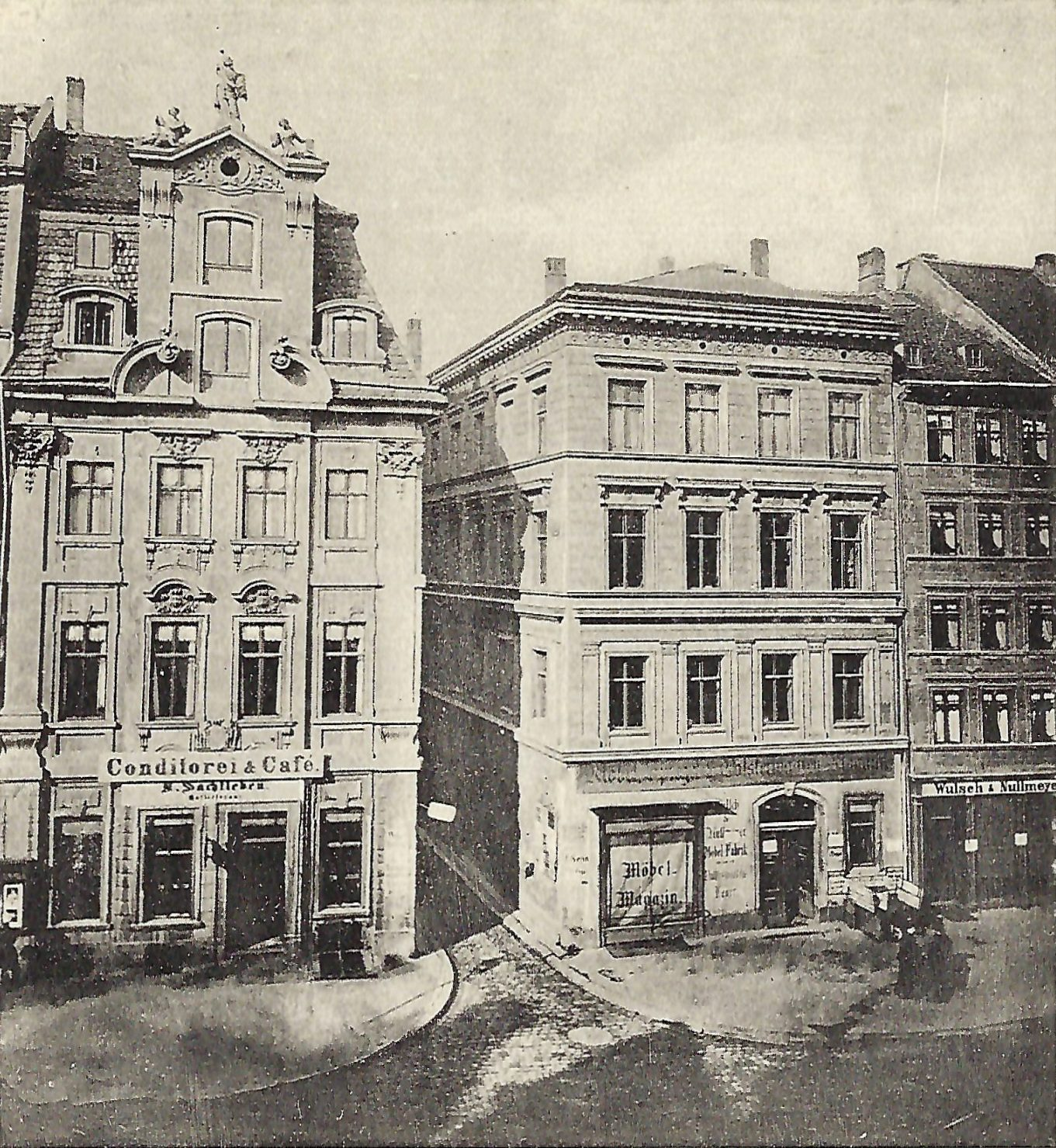
Haus Zum warmen Loch (links), rechts davon die Einmündung der Alten Ulrichstraße vor ihrer 1887 erfolgten Erweiterung

1803 war ein Oepke Eigentümer, 1817 dann der Bäcker Wilhelm Oepke. Auch im Jahr 1845 gehörte es noch einem Oepke. 1870 wurde ein Particulier Brandenburger genannt. Bereits in diesem Jahr war jedoch ein Konditor Sachtleben Mieter im Haus. Die Konditorei der Familie Sachtleben blieb bis zur Zerstörung 1945 im Gebäude ansässig. Im Jahr 1914 gehörte das Haus einer Witwe H. Sachtleben, zumindest ab 1925 den Sachtleben´schen Erben.

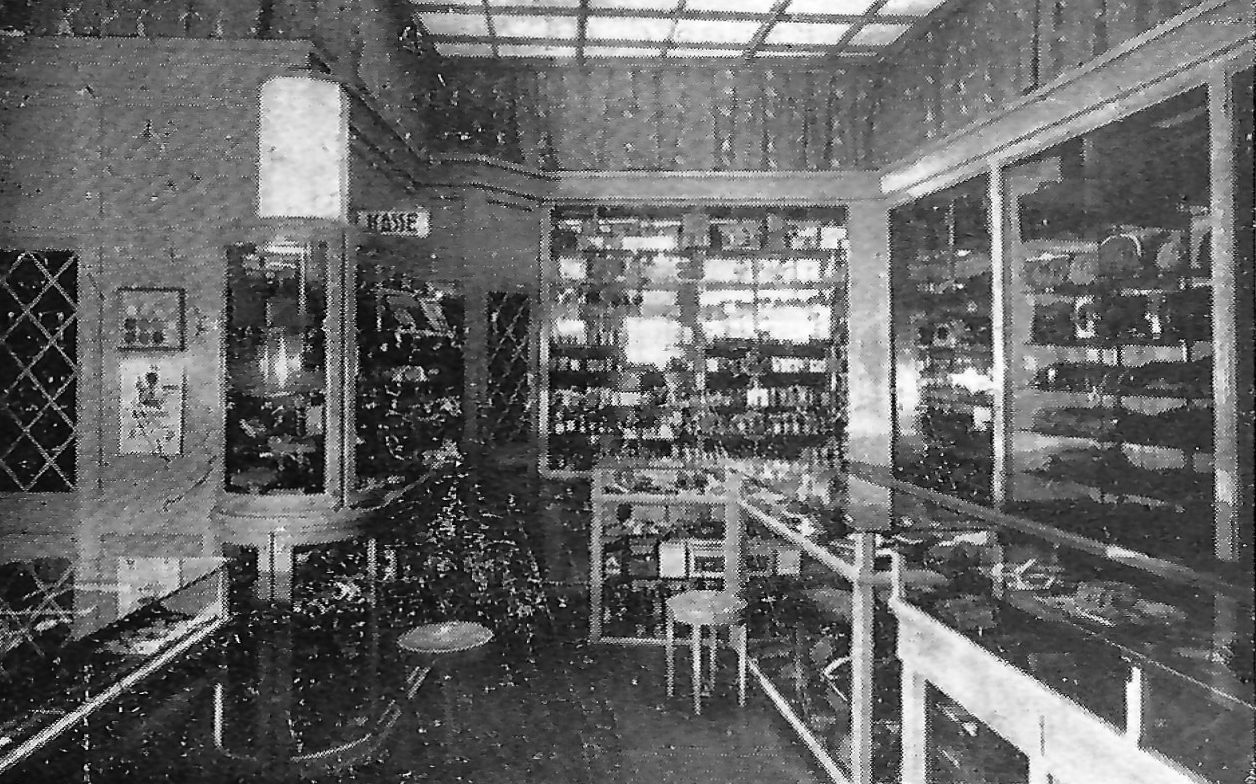
Inneneinrichtung des Parfümerie- und Lederwarengeschäfts C. Schramme, 1920er Jahre

1887 wurde die bis dahin nur sehr schmale Alte Ulrichstraße nach Norden erweitert. In diesem Zusammenhang wurde die nun bedeutendere Nordfassade des Hauses in modernen Formen der Zeit erneuert. Von der Alten Ulrichstraße her bestand ein eigener Eingang. Dort befand sich um 1939 neben der Wettannahme O. Henning, das Lederwarengeschäft C. Schramm. Außerdem war dort N. Schnetz, eine Firma für optische Spezialinstrumente und die mechanische Stickerei O. Weber ansässig.
Im Zweiten Weltkrieg wurde das Gebäude zerstört. In der Zeit der DDR blieb das Gelände unbebaut, 1997 entstand dort das Ulrichshaus.